# Jean-Joseph Siméon
Jean-Joseph Siméon est un homme politique français né le 6 mai 1759 à Correns (Var) et décédé le 17 août 1818 à Brignoles (Var).

## Biographie
Notaire à Correns, puis juge au tribunal de première instance de Brignoles, il est député du Var de 1806 à 1810.